# Eagle (Software)
Eagle (Eigenschreibweise EAGLE) ist ein EDA-Programm der Firma Cadsoft zur Erstellung von Leiterplatten. Der Name ist ein Initialwort, gebildet aus Einfach Anzuwendender Grafischer Layout-Editor (engl.: Easily Applicable Graphical Layout Editor). Eagle und das Unternehmen Cadsoft wurden im September 2009 an Premier Farnell verkauft, einen Lieferanten elektronischer Bauteile. Im Juni 2016 wurde Eagle dann an die US-amerikanische Firma Autodesk weiterverkauft. Nach dem Verkauf wurde Eagle in den von Autodesk betriebenen Cloud-Service Fusion 360 integriert. Als allein stehende Anwendung wurde Eagle seitdem nicht mehr weiterentwickelt. Für 2026 wurde die Einstellung des Verkaufs von Lizenzen angekündigt und bestehende Kunden auf den Cloud-Service verwiesen.
Die Software besteht aus mehreren Komponenten: Layout-Editor, Schaltplan-Editor, Autorouter und Bauteil-Bibliotheken. Sie ist für die Plattformen Microsoft Windows, Linux und OS X / macOS erhältlich.
Mit Version 6 wechselte der Hersteller von einem proprietären, binären Dateiformat hin zu einem auf XML basierenden Dateiformat.
Ab Version 8 war Eagle nur noch als Abonnement erhältlich. Außerdem musste alle 30 Tage eine Internetverbindung bestehen, um die Lizenzierung zu bestätigen. Seit 2024 erlaubt Eagle den Import nicht-proprietärer Dateien aus KiCad.

## Lizenzen
Bis 2017 wurde Eagle als zeitlich unbegrenztes Produkt in Versionen mit unterschiedlichen Eigenschaften vertrieben:
| Version     | Anzahl Schaltplan- blätter | Anzahl Signal- lagen | Größe Routing-Fläche [mm × mm] | Anmerkung                                                                           |
| ----------- | -------------------------- | -------------------- | ------------------------------ | ----------------------------------------------------------------------------------- |
| Standard    | 2                          | 2                    | 0100 × 800                     | kommerzielle Nutzung                                                                |
| Premium     | 99                         | 6                    | 0160 × 1000                    | kommerzielle Nutzung                                                                |
| Ultimate    | 999                        | 16                   | 4000 × 4000                    | kommerzielle Nutzung                                                                |
| Premium LS  | 99                         | 6                    | 160 × 100                      | kommerzielle Nutzung, nur Schaltplan + Layout-Editor                                |
| Ultimate LS | 999                        | 16                   | 4000 × 4000                    | kommerzielle Nutzung, nur Schaltplan + Layout-Editor                                |
| Maker       | 99                         | 6                    | 160 × 100                      | nicht-kommerzielle Nutzung                                                          |
| Educational | 99                         | 6                    | 160 × 100                      | nicht kommerzielle Nutzung, für Universitäten und Studenten (Nachweis erforderlich) |
| Express     | 2                          | 2                    | 0100 × 800                     | kostenlose Version zur nicht-kommerziellen Nutzung                                  |

Für Eagle-Premium und Eagle-Ultimate waren Mehrbenutzer-Lizenzen verfügbar.
Ab 2017 wurde Eagle mit folgenden zeitlich beschränkten Lizenzen vertrieben:
| Version                        | Schaltpläne je Projekt | Zahl der Lagen | Größe der Leiterplatte | kommerziell / nicht-kommerziell              | Kosten pro Monat | Kosten pro Jahr |
| ------------------------------ | ---------------------- | -------------- | ---------------------- | -------------------------------------------- | ---------------- | --------------- |
| Premium                        | 999                    | 16             | 4 m²                   | beliebig                                     | 65 USD           | 520 USD         |
| Student and educator           | 999                    | 16             | 4 m²                   | nur für Lehre                                | gratis           | gratis          |
| Standard (nicht für Neukunden) | 99                     | 4              | 160 cm²                | beliebig                                     | 15 USD           | 100 USD         |
| Free                           | 2                      | 2              | 80 cm²                 | nur Einzelpersonen und nur nicht-kommerziell | gratis           | gratis          |

Seit Januar 2020 war Eagle nur noch im Paket mit Fusion 360 erhältlich.

## Kritik
1992 verschickte Cadsoft tausende Disketten mit einer Demoversion der Eagle-Software. Neben der Demoversion enthielt diese Diskette ein Spionageprogramm, das urheberrechtswidrig hergestellte Kopien entdecken sollte. Wurden solche vermeintlich entdeckt, wurden die Benutzer dazu animiert, mittels eines vermeintlichen Bestellfomulars für ein Gratis-Handbuch ihre Anschrift preiszugeben. Daraufhin erhielten diese Post von Anwälten der Cadsoft mit dem Vorwurf, Raubkopien einzusetzen.